# Loya
Loya (Loia en euskera) es un despoblado español del municipio de Ezprogui, perteneciente a la Comunidad Foral de Navarra.

## Historia
Hacia mediados del siglo XIX, el lugar, que por entonces formaba ayuntamiento con Izco, tenía contabilizada una población de dieciocho habitantes. Aparece descrito en el décimo volumen del Diccionario geográfico-estadístico-histórico de España y sus posesiones de Ultramar de Pascual Madoz con las siguientes palabras:

LOYA: l. del valle de Aibar, prov. y c. g. de Navarra, aud. terr. y dióc. de Pamplona (6 leg.), part. jud. de Aoiz (5.), forma ayunt. con Izco (V) y otros pueblos: sit. en llano con 2 alturas de mediana elevacion al N. y S., disfruta de clima templado: tiene 2 casas, igl. dedicada á San Millan y 1 fuente de buenas aguas. El térm. se estiende 1/2 leg. de N. á S. y lo mismo de E. y O., y confina N. Irangote; E. Moriones; S. Eslaba, y O. Arteta. El terreno es de mediana calidad y le cruza el arroyo denominado de la Vizcaya: hay monte con robles, bojes y otras matas bajas. caminos: locales y en regular estado. El correo se recibe de Sangüesa. prod.: trigo, cebada, avena y menuzales; cria de ganado vacuno, lanar y cabío; caza de perdices, conejos y liebres. pobl.: 2 vec., 18 alm. riqueza: con el valle (V.) A la entrada de este pueblo por E. se encuentra un torreon de piedra, resto de los ant. palacios, y un portal, tambien de piedra picada, que indica haber estado el l. amurallado. Es uno de los 7 pueblos que llaman Vizcaya en el valle de Aibar. En 1476, el rey Don Juan II donó á perpétuo á Martin de Erro, escudero, para él y sus descendientes, la pecha de la v. de Loya, que era 3 carneros á 5 sueldos cada uno.
(Madoz, 1847, p. 398)